# Japan Football League 2020
Die Japan Football League 2020 (japanisch 第22回日本フットボールリーグ) war die 22. Spielzeit der Japan Football League insgesamt und die siebte als vierthöchste Spielklasse im japanischen Fußball. An ihr nahmen 17 Vereine teil. Die Saison begann am 18. Juli 2020 und endete am 28. November 2020.
Die Spieltage der Hinrunde wurden aufgrund der COVID-19-Pandemie zunächst mehrere Male verschoben und schließlich komplett gestrichen. Aufgrund der verkürzten Saison gab es am Ende der Saison keinen Absteiger.

## Teilnehmer
| Mannschaft                | Stadt        | Stadion                                     | Kapazität | Bemerkungen                                          |
| ------------------------- | ------------ | ------------------------------------------- | --------- | ---------------------------------------------------- |
| Honda FC                  | Hamamatsu    | Honda Miyakoda Soccer Stadium               | 2.506     |                                                      |
| Honda Lock SC             | Miyazaki     | Hinata Athletic Stadiumm                    | 20.000    |                                                      |
| Iwaki FC                  | Iwaki        | Iwaki Greenfield Stadium                    | 5.600     | * J.League-Hundertjahrplan-Verein * J3-League-Lizenz |
| Kōchi United SC           | Kōchi        | Kochi Haruno Athletic Stadium               | 25.000    |                                                      |
| FC Maruyasu Okazaki       | Okazaki      | Maruyasu Okazaki Ryūhoku Stadium            | 5.000     |                                                      |
| Matsue City FC            | Matsue       | Matsue Municipal Athletic Stadium           | 24.000    |                                                      |
| MIO Biwako Shiga          | Kusatsu      | Higashiōmi Nunobiki Green Stadium           | 5.060     | J.League-Hundertjahrplan-Verein (Bewerber)           |
| Nara Club                 | Nara         | Kōnoike Athletic Stadium                    | 30.600    | * J.League-Hundertjahrplan-Verein * J3-League-Lizenz |
| FC Osaka                  | Higashiōsaka | Kintetsu-Hanazono-Rugbystadion (Nebenplatz) | 1.722     | * J.League-Hundertjahrplan-Verein * J3-League-Lizenz |
| ReinMeer Aomori FC        | Aomori       | New Aomori Prefecture General Sports Park   | 20.809    | * J.League-Hundertjahrplan-Verein * J3-League-Lizenz |
| Sony Sendai FC            | Sendai       | Miyagi Seikyo Megumino Soccer Stadium       | 10.000    |                                                      |
| Suzuka Point Getters      | Suzuka       | AGF Suzuka Athletic Stadium                 | 1.450     | J.League-Hundertjahrplan-Verein (Bewerber)           |
| Tegevajaro Miyazaki       | Miyazaki     | Unilever Stadium Shintomi                   | 5.354     | * J.League-Hundertjahrplan-Verein * J3-League-Lizenz |
| Tōkyō Musashino United FC | Musashino    | Musashino Municipal Athletic Stadium        | 5.188     |                                                      |
| Veertien Mie              | Kuwana       | Asahi Gas Energy Tōin Stadium               | 5.142     | * J.League-Hundertjahrplan-Verein * J3-League-Lizenz |
| Verspah Ōita              | Yufu         | Shōwa Denkō Soccer/Rugby Field              | 4.700     |                                                      |

## Tabelle
Stand: Saisonende 2020
| Pl. | Verein                    | Sp. | S  | U | N | Tore    | Diff. | Punkte |
| --- | ------------------------- | --- | -- | - | - | ------- | ----- | ------ |
| 1.  | Verspah Ōita              | 15  | 10 | 2 | 3 | 027:160 | +11   | 32     |
| 2.  | Tegevajaro Miyazaki       | 15  | 8  | 4 | 3 | 026:150 | +11   | 28     |
| 3.  | Sony Sendai FC            | 15  | 8  | 2 | 5 | 025:220 | +3    | 26     |
| 4.  | Honda FC                  | 15  | 5  | 7 | 3 | 020:120 | +8    | 22     |
| 5.  | Suzuka Point Getters      | 15  | 6  | 3 | 6 | 023:190 | +4    | 21     |
| 6.  | Veertien Mie              | 15  | 6  | 3 | 6 | 017:160 | +1    | 21     |
| 7.  | Iwaki FC                  | 15  | 6  | 3 | 6 | 024:240 | ±0    | 21     |
| 8.  | FC Osaka                  | 15  | 6  | 2 | 7 | 024:240 | ±0    | 20     |
| 9.  | MIO Biwako Shiga          | 15  | 6  | 2 | 7 | 023:270 | −4    | 20     |
| 10. | Matsue City FC            | 15  | 6  | 2 | 7 | 018:240 | −6    | 20     |
| 11. | Tōkyō Musashino United FC | 15  | 5  | 4 | 6 | 015:170 | −2    | 19     |
| 12. | Honda Lock SC             | 15  | 5  | 4 | 6 | 019:250 | −6    | 19     |
| 13. | Nara Club                 | 15  | 5  | 3 | 7 | 021:210 | ±0    | 18     |
| 14. | Kōchi United SC           | 15  | 4  | 4 | 7 | 017:200 | −3    | 16     |
| 15. | ReinMeer Aomori FC        | 15  | 4  | 4 | 7 | 017:260 | −9    | 16     |
| 16. | MIO Biwako Shiga          | 15  | 4  | 3 | 8 | 014:220 | −8    | 15     |

| Zum Saisonende 2020:                                            |
| Meister der Japan Football League Aufsteiger in die dritte Liga |

## Torschützenliste
Stand: Saisonende 2020
| Platz | Spieler          | Mannschaft          | Tore |
| ----- | ---------------- | ------------------- | ---- |
| 1.    | Kazuki Sakamoto  | MIO Biwako Shiga    | 9    |
| 1.    | Tatsuma Sakai    | Matsue City FC      | 9    |
| 3.    | Motoki Fujiwara  | Sony Sendai FC      | 7    |
| 3.    | Jin Shioya       | Veertien Mie        | 7    |
| 5.    | Rui Tone         | Verspah Ōita        | 6    |
| 5.    | Shōma Mizunaga   | Tegevajaro Miyazaki | 6    |
| 5.    | Kaima Akahoshi   | Kōchi United SC     | 6    |
| 8.    | Makoto Kawanishi | FC Osaka            | 5    |
| 8.    | Shōta Suzuki     | Iwaki FC            | 5    |
| 8.    | Daigo Furukawa   | Veertien Mie        | 5    |
| 8.    | Takumi Shimada   | Nara Club           | 5    |
| 8.    | Yuya Tomita      | Honda FC            | 5    |
| 8.    | Ryō Watanabe     | Tegevajaro Miyazaki | 5    |

## Hattricks
Stand:Saisonende 2020
| Spieler          | Verein         | Gegnerischer Verein | Ergebnis | Datum              |
| ---------------- | -------------- | ------------------- | -------- | ------------------ |
| Yuya Tomita      | Honda FC       | MIO Biwako Shiga    | 3:1 (H)  | 19. September 2020 |
| Motoki Fujiwara4 | Sony Sendai FC | Verspah Ōita        | 4:2 (A)  | 20. September 2020 |

4 Vier Tore in einem Spiel